# سیارک ۱۲۹۱۰
سیارک ۱۲۹۱۰ (به انگلیسی: 12910 Deliso، نامگذاری:1998SP59) دوازده هزار و نهصد و دهمین سیارک کشف شده‌است که در ۱۷ سپتامبر ۱۹۹۸ کشف شد.
قدر مطلق سیارک برابر ۱۸.۶ است.